# Serie A2 1991-1992 (pallavolo femminile)
La Serie A2 femminile FIPAV 1991-92 fu la 15ª edizione della manifestazione organizzata dalla FIPAV.

## Classifica
| Pos. | Squadra                     | Pt | G  | V  | P  | SV | SP |
| ---- | --------------------------- | -- | -- | -- | -- | -- | -- |
| 1.   | Guadagni Impresem Agrigento | 52 | 30 | 25 | 5  |    |    |
| 2.   | Missoni Sumirago            | 50 | 30 | 21 | 9  |    |    |
| 3.   | Molise Dati Campobasso      | 38 | 30 | 20 | 10 |    |    |
| 4.   | Fulgor Fidenza              | 38 | 30 | 20 | 10 |    |    |
| 5.   | Babini Ancona               | 34 | 30 | 18 | 12 |    |    |
| 6.   | Mangiatorella Messina       | 34 | 30 | 17 | 13 |    |    |
| 7.   | Almer Metra Giarratana      | 32 | 30 | 16 | 14 |    |    |
| 8.   | Seac Firenze                | 30 | 30 | 16 | 14 |    |    |
| 9.   | Cistellum Cislago           | 30 | 30 | 15 | 15 |    |    |
| 10.  | Aquila Azzurra Trani        | 30 | 30 | 15 | 15 |    |    |
| 11.  | CS Noventa Vicentina        | 28 | 30 | 15 | 15 |    |    |
| 12.  | Rio Casamia Palermo         | 26 | 30 | 14 | 16 |    |    |
| 13.  | Galup Pinerolo              | 24 | 30 | 12 | 18 |    |    |
| 14.  | Accornero Savigliano        | 20 | 30 | 8  | 22 |    |    |
| 15.  | Futura Ravenna              | 12 | 30 | 7  | 23 |    |    |
| 16.  | Matita Rossoblù Napoli      | 0  | 30 | 1  | 29 |    |    |

| Promosse in Serie A1 e ammesse ai play-off scudetto | Promossa dopo play-off | Retrocesse in Serie B1 |